# Млєчна (Мазовецьке воєводство)
Млєчна — річка в Мазовецькому воєводстві, права притока річки Радомка. Довжина річки дорівнює 27,8 км, площа басейну — 300 км2. Бере свій початок між селом Косув та містом Радом й втікає в річку Радомка біля села Лісув.

## Водосховище
У 70-их роках 20 століття у межах Радома на річці зроблено водосховище — Залив Борки (Zalew Borki). Його середня глибина — 1.5 метри, а максимальна — 5. Там водяться щуки, коропи, лини, карасі тощо.

## Історія
В 8-9 століттях на березі річки було засноване поселення(в наш час Радом). В другій половині 10 століття його вже захищали мур та рів, а в 1346 році воно отримало Магдебурзьке право.